# Cabina (aviazione)

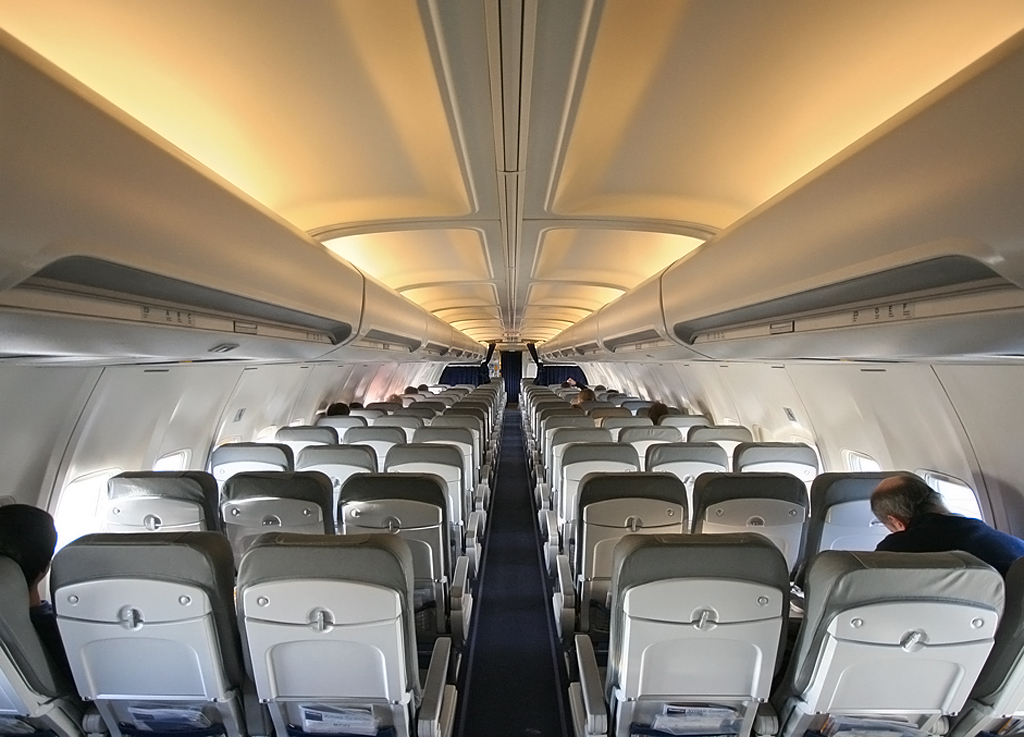
La cabina di classe economica su un Boeing 737

La cabina, in un aereo di linea, è la sezione della fusoliera nella quale sono installati i sedili su cui viaggiano i passeggeri. La maggior parte degli aerei commerciali moderni sono pressurizzati, poiché le altitudini di crociera sono sufficientemente elevate da rendere l'atmosfera circostante troppo rarefatta per consentire ai passeggeri e all'equipaggio la respirazione.
Nella maggior parte delle compagnie aeree, le cabina dell'aereo può essere suddivisa in più parti. Queste possono includere sezioni diverse in base alle classi di viaggio presenti, aree per gli assistenti di volo, la cucina di bordo e altri spazi aggiuntivi. I sedili sono per lo più disposti in file e corridoi. Più alta è la classe di viaggio, maggiore è lo spazio disponibile. Le cabine delle diverse classi di viaggio sono spesso divise da tende, a volte chiamate "divisori di classe". Solitamente, ai passeggeri non è  consentito visitare le sezioni della cabina contenenti altre classi di viaggio superiori.

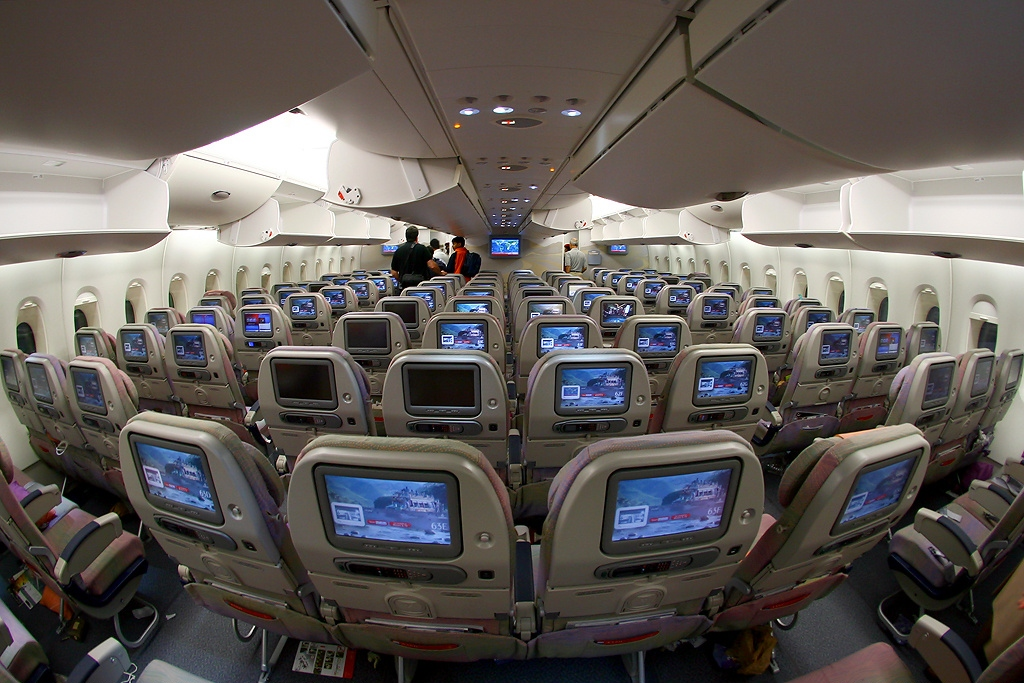
La cabina di classe economica su un Airbus A380 di Emirates

Alcune cabine sono dotate di infotainment per intrattenere i passeggeri durante il volo. Le cabine dei voli a corto e medio raggio tendono a non avere schermi, mentre i voli a lungo raggio spesso dispongono di infotainment personale su ogni sedile.

## Evoluzione

### Statistiche
Le statistiche stilate negli ultimi anni hanno riportato che la classe business sta quasi sostituendo la prima classe: prima del 2008, il 70% dei Boeing 777 aveva cabine di prima classe, mentre nel 2017 il 22% dei nuovi Boeing 777 e Boeing 787 ne aveva una. I sedili completamente reclinabili in classe business sono passati dal 65% a quasi il 100% nei Boeing 777 e Boeing 787 consegnati tra il 2008 e il 2017, ad eccezione delle compagnie aeree a basso costo, che sui loro aerei a fusoliera larga hanno il 10% di cabina premium installata. Discorso analogo anche per i sedili di prima classe, che negli ultimi 5-10 anni sono stati dimezzati da otto a quattro. Per differenziarsi dalla classe business, la prima classe ha implementato negli ultimi anni molti divisori in più per aumentare la privacy e altri servizi esclusivi; ad esempio Singapore Airlines, Emirates o Etihad hanno cabine di prima classe con caratteristiche simili. La classe business è quindi diventata l'equivalente di ciò che era la prima classe qualche anno fa.

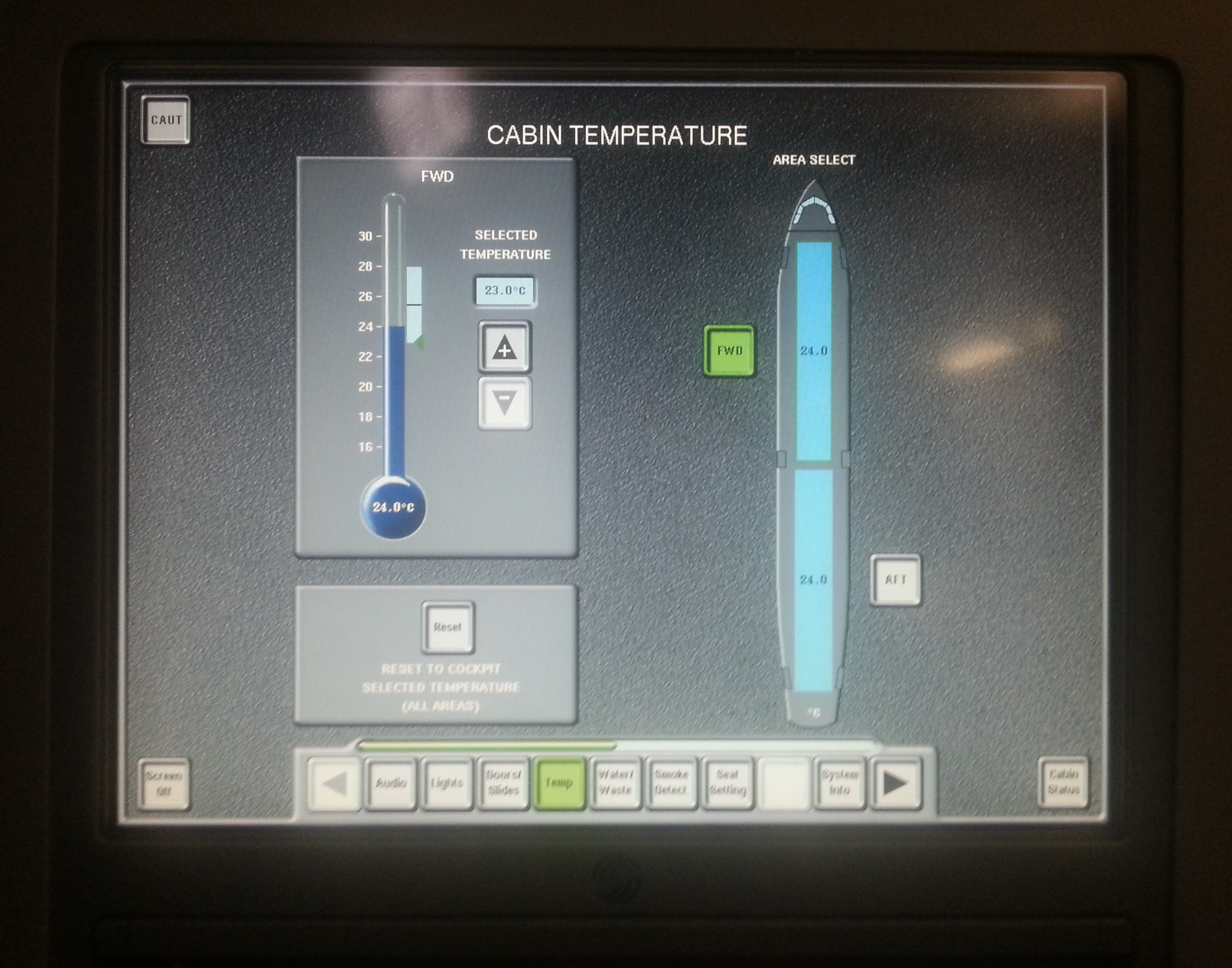
Pannello di controllo della cabina su un ex Airbus A319 di Alitalia

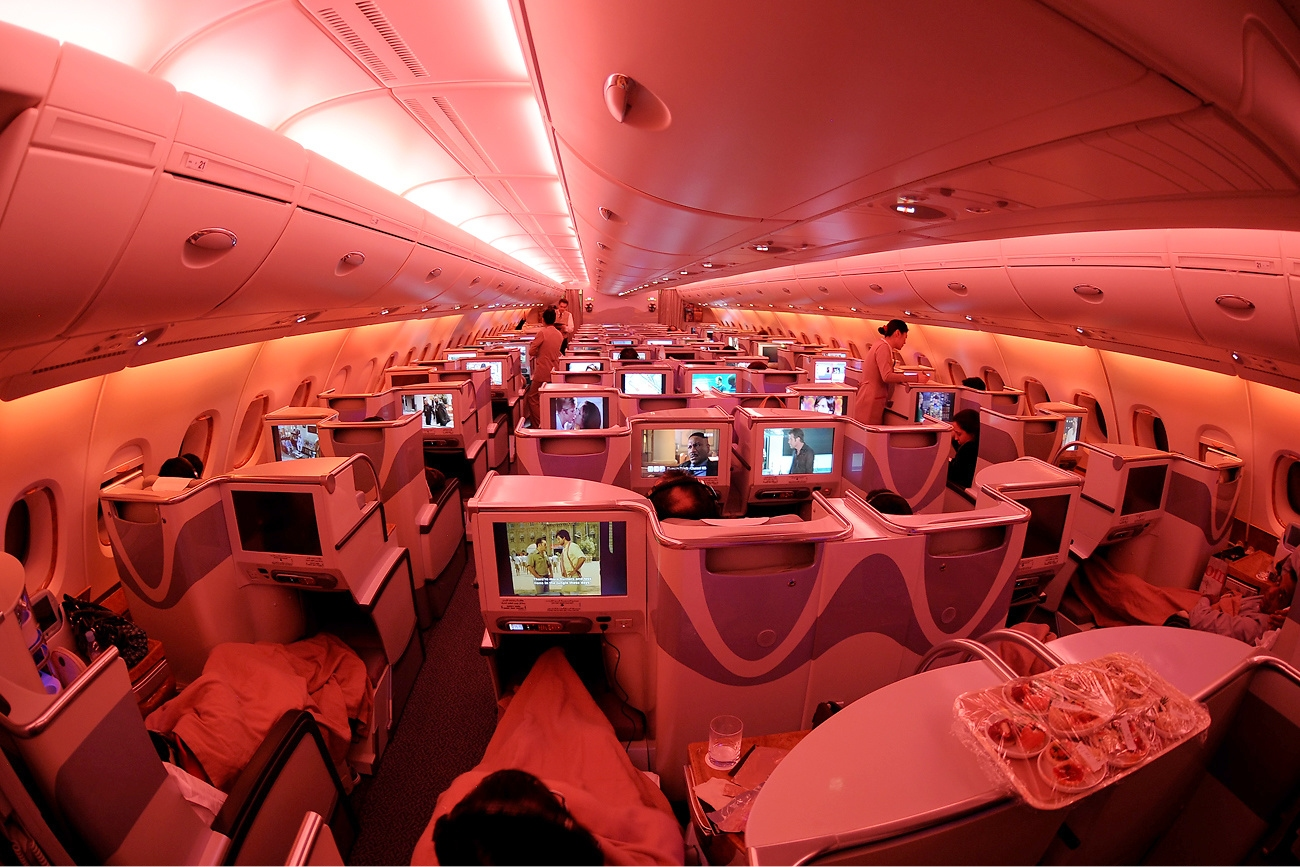
La cabina di classe business su un Airbus A380 di Emirates

Nel 2017, l'80% dei Boeing 777 e Boeing 787 consegnati aveva una classe economica premium separata con uno o due posti in meno rispetto alla normale classe economica. In classe economica, dei sedili più sottili di 5 cm con telai compositi e rivestimenti più sottili possono aggiungere spazio per le gambe o consentire l'aggiunta di più posti a sedere. Mentre la connessione internet sugli aerei è disponibile a costi inferiori grazie alla concorrenza, solo il 25-30% delle compagnie aeree al di fuori degli Stati Uniti offre connettività in volo. L'illuminazione a LED può essere attiva durante diverse fasi come l'imbarco, il servizio di ristorazione, lo shopping o la cronobiologia attraverso la simulazione del tramonto o dell'alba.
La prima classe e la classe business vengono rinnovate ogni 5-7 anni, rispetto ai 6-10 anni della classe economica; la tabella compara i costi di riconfigurazione generale registrati nel  2016 e nel 2026 (stimati), prendendo come valuta di riferimento il dollaro statunitense:
| Riconfigurazioni dell'aereo | 2016 | 2026 | Note   |
| Modifiche interne           | 2600 | 4600 | [ 10 ] |
| Avionica/sistemi di bordo   | 765  | 1365 | [ 11 ] |
| Verniciatura dell'aereo     | 593  | 862  | [ 12 ] |
| AD/bollettini di servizio   | 302  | 410  | [ 13 ] |
| Connettività della cabina   | 190  | 323  | [ 14 ] |

Riconfigurare una cabina da 337 posti (36 in classe business e 301 in classe economica) su un Boeing 787-10 di Singapore Airlines costa 17,5 milioni di dollari a classe. Emirates invece ha investito oltre 15 milioni di dollari per rinnovare i suoi Boeing 777-200LR, allestendoli in una nuova configurazione a due classi.

### Sovrapposizione dei posti a sedere
A metà degli anni 2000, "Formation Design Group" propose di utilizzare le cabine degli aerei a fusoliera larga più alte per sovrapporre la disposizione dei sedili, ottenendo una maggiore densità. Presentato all'Aircraft Interiors Expo 2012, "Factorydesign" ideò un sistema di cabine a due piani per avere una densità maggiore del 30% tra la classe economica premium e la classe business. Nel 2015, Airbus rilasciò un brevetto per una cabina di classe business a due piani, sfruttando lo spazio verticale.

## Pressurizzazione della cabina
La pressurizzazione consiste nell'immissione continua di aria compressa nella cabina per garantire la sicurezza dei passeggeri. Diventa necessaria ogni volta che l'aereo raggiunge una determinata altitudine, poiché la pressione atmosferica naturale sarebbe troppo bassa per fornire ossigeno sufficiente ai passeggeri. Senza pressurizzazione, si soffrirebbe di mal di montagna, inclusa l'ipossia.
Se un aeromobile pressurizzato subisce un guasto alla pressurizzazione oltre i 3.000 metri (10.000 piedi), la situazione potrebbe essere considerata come un'emergenza. In tal caso, l'aeromobile dovrebbe iniziare una discesa di emergenza e le maschere dell'ossigeno dovrebbero essere attivate per tutti gli occupanti. Nella maggior parte degli aerei, le maschere di ossigeno si sganciano automaticamente se la pressione in cabina scende al di sotto della pressione atmosferica equivalente a 4.300 metri (14.000 piedi).

## Classi di viaggio

### Prima classe

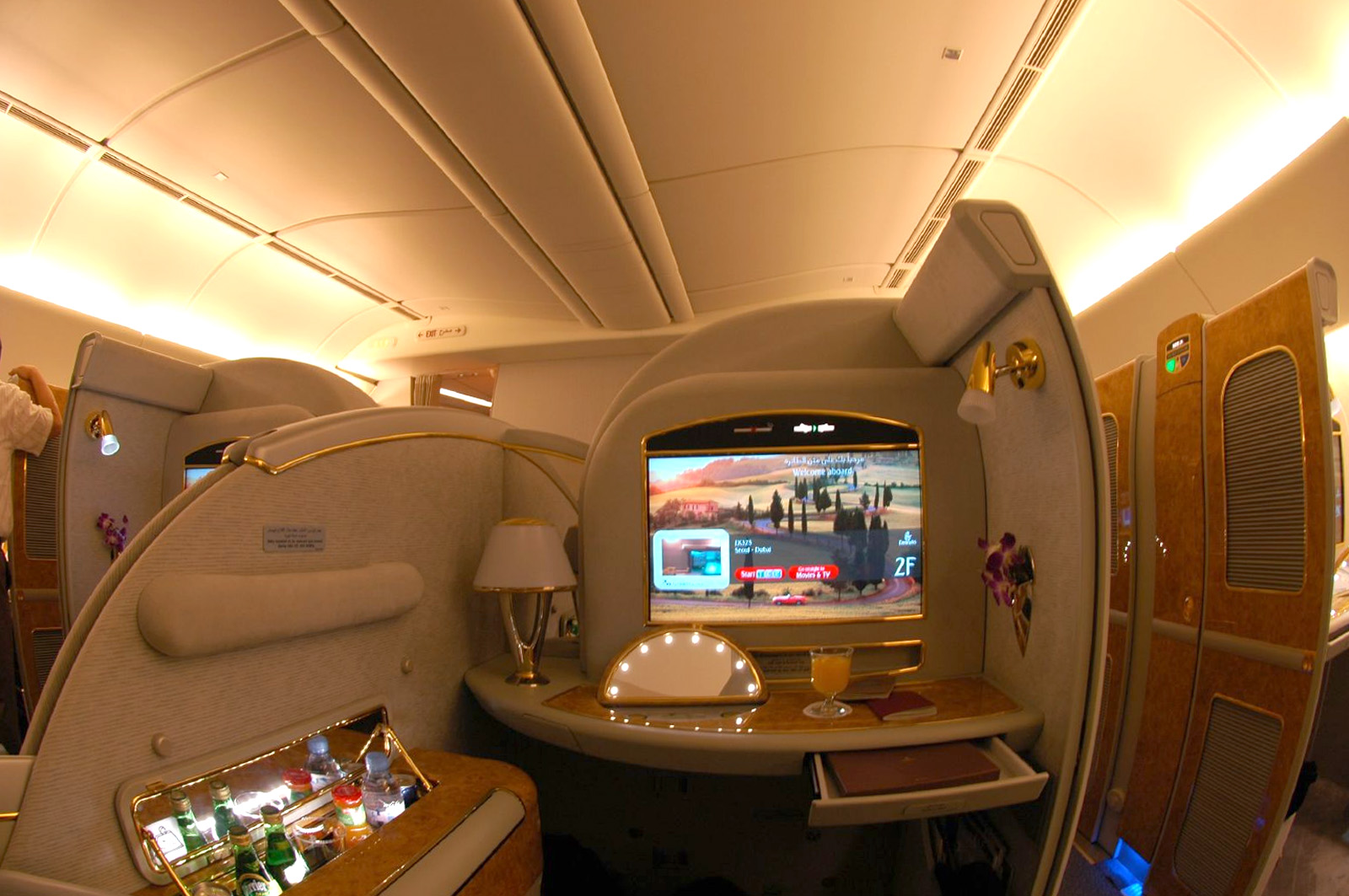
La suite di prima classe su un Boeing 777-200LR di Emirates

La prima classe è la classe di viaggio con il servizio qualitativamente migliore e, in genere, è quella più costosa. I servizi offerti sono superiori a quelli della classe business e sono disponibili solo su un numero limitato di voli a lungo raggio. La prima classe è caratterizzata da un maggiore spazio tra i sedili (compresi quelli trasformabili in letto), schermo dell'infotainment più grande, cibo e bevande migliori, servizi esclusivi, privacy e la fornitura di accessori omaggio ai passeggeri (ad esempio pigiami, pantofole e articoli da toeletta). I passeggeri di questa classe hanno accesso a un check-in separato, alla lounge aeroportuale di prima classe della compagnia aerea, a un imbarco prioritario o a un servizio di trasporto privato tra il terminal e l'aereo. A causa del suo costo elevato, sono poche le compagnie aeree che offrono ancora questo servizio.

### Classe business

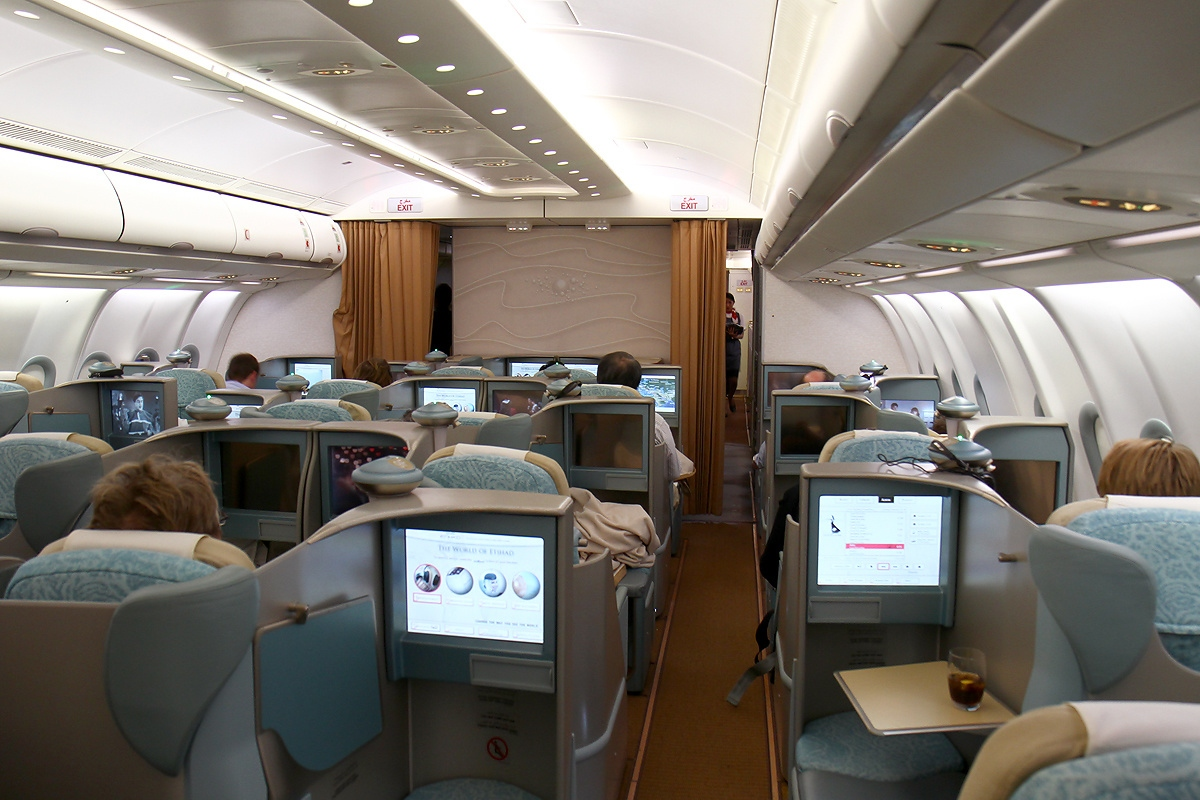
Cabina di classe business su un ex Airbus A330-200 di Etihad

La classe business è più costosa rispetto alle classi di viaggio inferiori, ma offre più servizi ai passeggeri. Questi possono includere cibo migliore, opzioni più ampie di intrattenimento, sedili più comodi con più spazio per reclinare e più spazio per le gambe.

### Classe economica premium

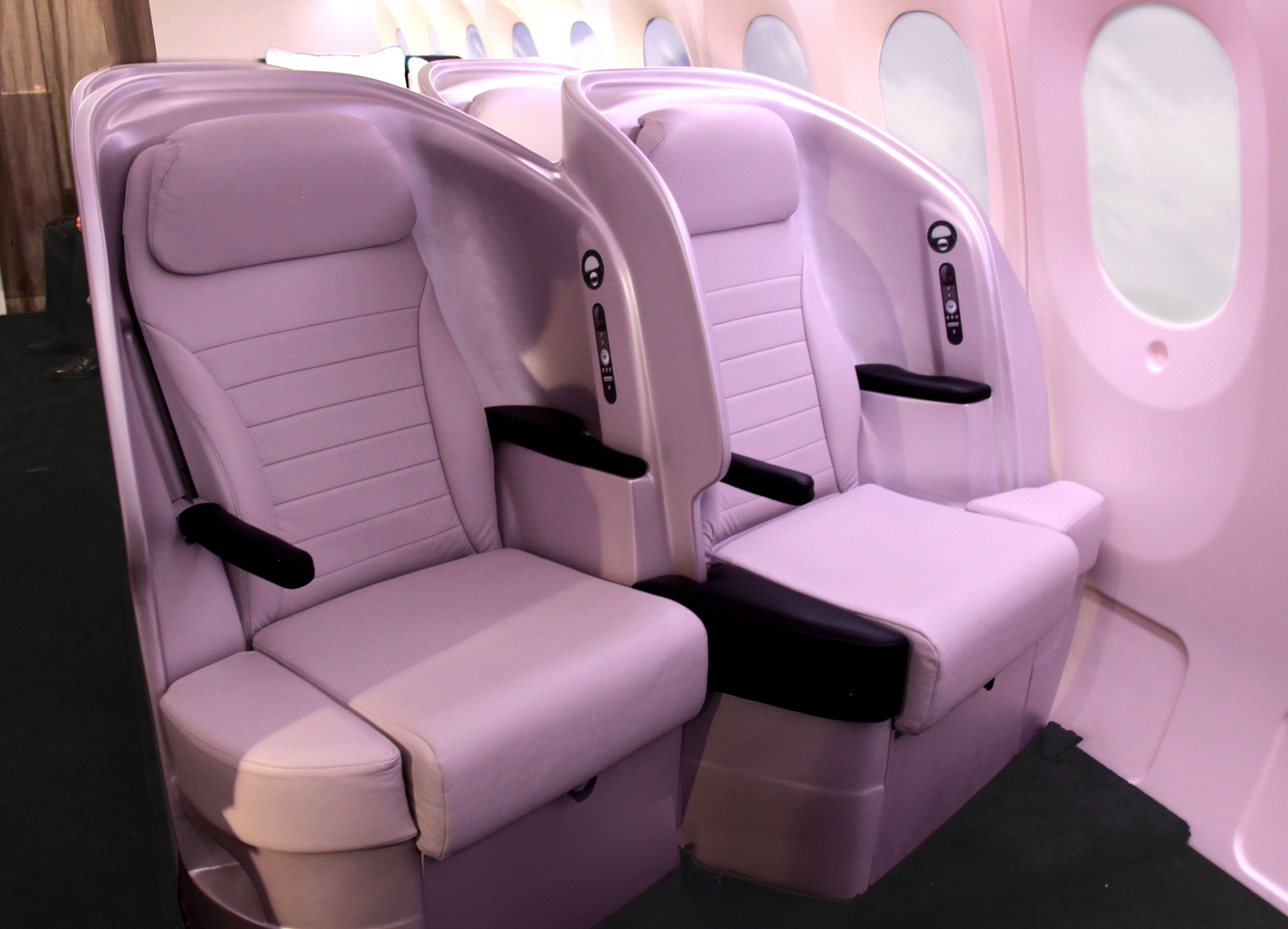
Sedili di classe economica premium di Air New Zealand

La classe economica premium è una classe di viaggio offerta da alcune compagnie aeree per offrire una migliore esperienza di volo ai viaggiatori di classe economica, ma a un prezzo molto inferiore rispetto alla classe business. Spesso è limitata ad alcuni extra come più spazio per le gambe, così come cibo e bevande gratuiti. A bordo di Air Canada, la classe economica premium è dotata di sedili più ampi (7 cm sul Boeing 777-300) (5 cm sul Boeing 787), maggiore reclinazione (7 cm in più rispetto alla classe economica), un poggiapiedi pieghevole, una pochette di cortesia, cibo e bevande migliori sui voli internazionali a lungo raggio e più spazio per le gambe.

### Classe economica
La classe economica è la classe di viaggio con il prezzo del biglietto più basso, poiché il livello di comfort è inferiore rispetto alle altre classi. Questa classe è caratterizzata principalmente dalla breve distanza tra i sedili e da una minore varietà di cibo e intrattenimento.

## Configurazioni VIP
La configurazione VIP di un aereo prevede sezioni della cabina separate e chiuse, utilizzabili da determinati passeggeri, che possono utilizzarle come uffici, sala conferenze e, in particolare, come dormitori.
Un esempio di aereo in configurazione VIP è l'Air Force One, con dormitori privati, uffici e sala conferenze per il presidente degli Stati Uniti.